# Erich Graff-Wang
Erich Graff-Wang (Oslo, 15 ottobre 1902 – Oslo, 26 giugno 1969) è stato un calciatore norvegese, di ruolo centrocampista.

## Carriera
Ha giocato 2 partite con la Nazionale norvegese, una partita amichevole e una valida per il campionato nordico 1924-1928. Sempre con la Nazionale norvegese ha partecipato, senza mai scendere in campo, ai Giochi olimpici del 1920.